# Evan Battey
Evan Earl Battey (Los Angeles, 27 settembre 1998) è un ex cestista statunitense, professionista in Europa.

## Palmarès
- Supercoppa di Bulgaria: 1

Rilski Sportist: 2022